# میمون شب هرناندز-کاماچو
میمون شب هرناندز-کاماچو (نام علمی: Aotus jorgehernandezi) نام یک گونه از سرده میمون‌های شب است.